# DENIS J082303.1−491201
DENIS J082303.1−491201 (hay còn được biết đến với 2 định danh khác là DENIS J082303.1-491201, DE0823-49) là tên của một hệ sao đôi tạo thành từ hai sao lùn nâu nằm trong một chòm sao phương nam tên là Thuyền Phàm. Khoảng cách của hệ sao này với trái đất của chúng ta là khoảng 67,7 năm ánh sáng (tương đương với 20,77 parsec).
Ngôi sao thứ nhất của hệ sao này có quang phổ loại L 1,5 với khối lượng từ 0,028 đến 0,063 lần khối lượng mặt trời. Nhiệt độ hiệu dụng nơi quang cầu của nó là 2150 Kelvin (tương đương 1880 độ C hoặc 3410 độ F). Ngôi sao thứ hai của nó có quang phổ loại L 5,5 với khối lượng gấp từ 0,018 đến 0,045 khối lượng mặt trời và nhiệt độ hiệu dụng nơi quang cầu của nó là 1670 Kelvin (tương đương 1400 độ hay 2550 độ F). Tỉ lệ khối lượng của chúng là từ 0,64 đến 0,74.
Hệ sao này có chu kì quỹ đạo là 248 ngày. Tuổi của nó được ước tính là từ 80 đến 500 triệu năm tuổi, do vậy, nó là một thiên thể tương đối trẻ trong hệ mặt trời lân cận. Tuy vậy đến nay, dường như là nó không hề có bất kì một mối liên kết với bất kì một nhóm chuyển động nào.
Thiên thể này được phát hiện bởi Ngoc Phan-Bao cũng các đồng sự trong một cuộc khảo sát thiên văn sâu hơn bằng tia hồng ngoại ở các vùng trời phương Nam (gọi tắt trong tiếng Anh là DENIS).

## Dữ liệu hiện tại
Theo như quan sát, đây là hệ sao nằm trong chòm sao Thuyền Phàm và dưới đây là một số dữ liệu khác:
Xích kinh 08h 23m 03.13s
Độ nghiêng −49° 12′ 01.3″
Cấp sao tuyệt đối 20.020
|class=L1.5 + L5.5
Loại quang phổ L1.5 + L5.5